# Tibetaans Instituut

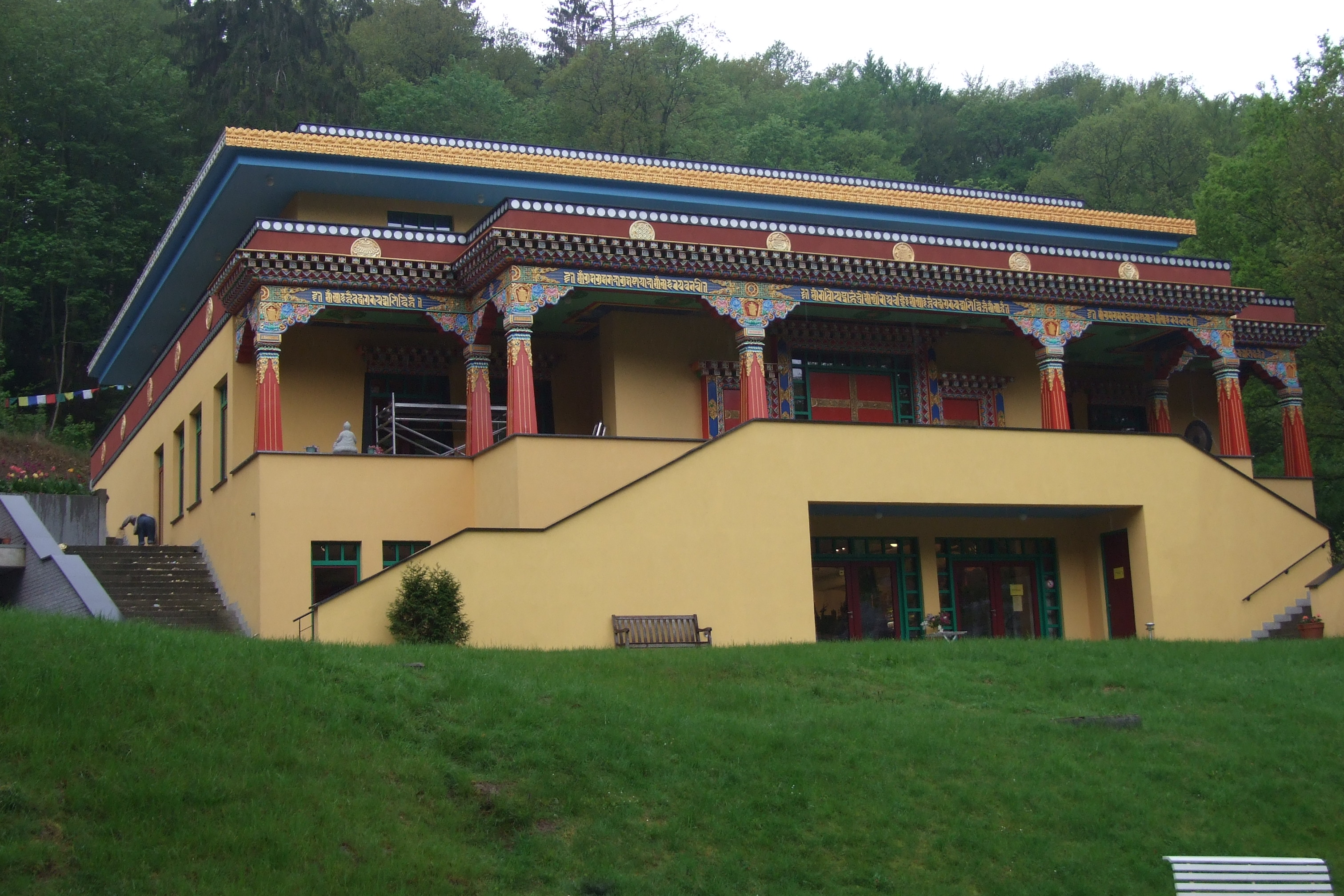
Yeunten Ling in Hoei

Het Tibetaans instituut is een instituut in de Belgische gemeente Schoten dat gericht is op de beoefening en verbreiding van het Tibetaans boeddhisme in België en Zeeuws-Vlaanderen. Het instituut heeft overwegend lama's van de kagyütraditie.
Het instituut heeft meerdere vestigingen: het Naropa Instituut in Cadzand, het Nalanda Instituut in Brussel en het centrum Yeunten Ling in Hoei, een van de grootste boeddhistische dharmacentra van Europa.
Bij het centrum zijn meerdere Tibetaanse lama's betrokken, waarvan er verschillende zijn opgeleid door Karma Rangyung Künkhyab Trinley, de Kalu Rinpoche die meerdere centra in Europa stichtte, waaronder vooral in Frankrijk.
Een vergelijkbaar instituut in het Nederlands taalgebied is het Maitreya Instituut.